# Jaccob Slavin
Jaccob Slavin (né le 1er mai 1994 à Erie dans l'État du Colorado aux États-Unis) est un joueur professionnel américain de hockey sur glace. Il évolue au poste de défenseur pour les Hurricanes de la Caroline dans la LNH.

## Biographie
Il est sélectionné 120e au total lors du repêchage d'entrée dans la LNH 2012.
Le 20 novembre 2015, il joue son premier match dans la LNH dans une défaite 2-1 en tir de barrages contre les Maple Leafs de Toronto.
Le 8 décembre 2015, Slavin marque son premier but dans la LNH contre le gardien Kari Lehtonen dans une défaite de 6-5 contre les Stars de Dallas. 
Le 13 mars 2017, il réussit son premier tour du chapeau en carrière dans une victoire de 8-4 face au Islanders de New York.
À la fin des saisons 2020-2021 et 2023-2024, il gagne le trophée Lady Byng, qui est remis annuellement au joueur considéré comme ayant le meilleur esprit sportif tout en conservant des performances remarquables dans la LNH.

## Statistiques
Pour les significations des abréviations, voir Statistiques du hockey sur glace.

### En club
| Saison     | Équipe                     | Ligue      |     | Saison régulière | Saison régulière | Saison régulière | Saison régulière | Saison régulière |   | Séries éliminatoires | Séries éliminatoires | Séries éliminatoires | Séries éliminatoires | Séries éliminatoires |
| Saison     | Équipe                     | Ligue      | PJ  | B                | A                | Pts              | Pun              | PJ               | B | A                    | Pts                  | Pun                  |                      |                      |
| 2010-2011  | Steel de Chicago           | USHL       | 17  | 1                | 0                | 1                | 10               | -                | - | -                    | -                    | -                    |                      |                      |
| 2011-2012  | Steel de Chicago           | USHL       | 60  | 3                | 27               | 30               | 12               | -                | - | -                    | -                    | -                    |                      |                      |
| 2012-2013  | Steel de Chicago           | USHL       | 62  | 5                | 28               | 33               | 6                | -                | - | -                    | -                    | -                    |                      |                      |
| 2013-2014  | Tigers de Colorado College | NCHC       | 32  | 5                | 20               | 25               | 11               | -                | - | -                    | -                    | -                    |                      |                      |
| 2014-2015  | Tigers de Colorado College | NCHC       | 34  | 5                | 12               | 17               | 2                | -                | - | -                    | -                    | -                    |                      |                      |
| 2015-2016  | Checkers de Charlotte      | LAH        | 14  | 0                | 7                | 7                | 0                | -                | - | -                    | -                    | -                    |                      |                      |
| 2015-2016  | Hurricanes de la Caroline  | LNH        | 63  | 2                | 18               | 20               | 8                | -                | - | -                    | -                    | -                    |                      |                      |
| 2016-2017  | Hurricanes de la Caroline  | LNH        | 82  | 5                | 29               | 34               | 12               | -                | - | -                    | -                    | -                    |                      |                      |
| 2017-2018  | Hurricanes de la Caroline  | LNH        | 82  | 8                | 22               | 30               | 10               | -                | - | -                    | -                    | -                    |                      |                      |
| 2018-2019  | Hurricanes de la Caroline  | LNH        | 82  | 8                | 23               | 31               | 18               | 15               | 0 | 11                   | 11                   | 0                    |                      |                      |
| 2019-2020  | Hurricanes de la Caroline  | LNH        | 68  | 6                | 30               | 36               | 10               | 8                | 1 | 1                    | 2                    | 0                    |                      |                      |
| 2020-2021  | Hurricanes de la Caroline  | LNH        | 52  | 3                | 12               | 15               | 2                | 8                | 1 | 5                    | 6                    | 0                    |                      |                      |
| 2021-2022  | Hurricanes de la Caroline  | LNH        | 79  | 4                | 38               | 42               | 10               | 14               | 2 | 6                    | 8                    | 6                    |                      |                      |
| 2022-2023  | Hurricanes de la Caroline  | LNH        | 76  | 7                | 20               | 27               | 8                | 15               | 2 | 4                    | 6                    | 2                    |                      |                      |
| 2023-2024  | Hurricanes de la Caroline  | LNH        | 81  | 6                | 31               | 37               | 8                | 11               | 1 | 2                    | 3                    | 2                    |                      |                      |
| Totaux LNH | Totaux LNH                 | Totaux LNH | 665 | 49               | 223              | 272              | 86               | 71               | 7 | 29                   | 36                   | 10                   |                      |                      |

### En équipe nationale
| Année | Équipe             | Compétition                 |   | PJ | B | A | Pts | Pun | +/-        |  | Résultat |
| 2014  | États-Unis -20 ans | Championnat du monde junior | 5 | 1  | 1 | 2 | 0   | +1  | Cinquième  |  |          |
| 2025  | États-Unis         | Confrontation des 4 nations | 4 | 0  | 0 | 0 | 0   | +3  | Finalistes |  |          |

## Trophées et honneurs personnels

### Ligue nationale de hockey
- 2019-2020 : participe au 65e Match des étoiles de la LNH
- 2020-2021 : remporte le trophée Lady Byng
- 2023-2024 : remporte le trophée Lady Byng